# Atlanta Open 2023
Atlanta Open 2023 byl tenisový turnaj na mužském profesionálním okruhu ATP Tour, hraný na tvrdém povrchu Sport Master v Atlantic Station. Třicátý pátý ročník Atlanta Open probíhal mezi 24. až 30. červencem 2023 v georgijské metropoli Atlantě jako druhá část mužské poloviny US Open Series 2023 vrcholící newyorským grandslamem ve Flushing Meadows.
Turnaj dotovaný 822 175 dolary patřil do kategorie ATP Tour 250. Nejvýše nasazeným singlistou se stal devátý tenista světa Taylor Fritz ze Spojených států. Jako poslední přímý účastník do hlavní soutěže nastoupil australský 91. hráč žebříčku Aleksandar Vukic, který skončil jako poražený finalista.
Šestý singlový titul na okruhu ATP Tour vybojoval 25letý Taylor Fritz. Čtyřhru ovládli jeho krajané Nathaniel Lammons s Jacksonem Withrowem, kteří vyhráli třetí společnou trofej a po triumfu v Newportu druhou v řadě.

## Rozdělení bodů a finančních odměn

### Rozdělení bodů
| Soutěž  | Soutěž      | vítězové | finalisté | semifinalisté | čtvrtfinalisté | 16 v kole | 28 v kole | Q  | Q2 | Q1 |
| ------- | ----------- | -------- | --------- | ------------- | -------------- | --------- | --------- | -- | -- | -- |
| dvouhra | [ 2 ] [ 5 ] | 250      | 150       | 90            | 45             | 20        | 0         | 12 | 6  | 0  |
| čtyřhra | [ 6 ]       | 250      | 150       | 90            | 45             | 0         | —         | —  | —  | —  |

### Finanční odměny
| Soutěž                                | Soutěž      | vítězové  | finalisté | semifinalisté | čtvrtfinalisté | 16 v kole | 28 v kole | Q2      | Q1      |
| ------------------------------------- | ----------- | --------- | --------- | ------------- | -------------- | --------- | --------- | ------- | ------- |
| dvouhra                               | [ 2 ] [ 5 ] | 112 125 $ | 65 405 $  | 38 450 $      | 22 280 $       | 12 940 $  | 7 905 $   | 3 955 $ | 2 155 $ |
| čtyřhra                               | [ 6 ]       | 38 960 $  | 20 850 $  | 12 230 $      | 6 830 $        | 4 020 $   | —         | —       | —       |
| částka ve čtyřhrách je uvedena na pár |             |           |           |               |                |           |           |         |         |

## Mužská dvouhra

### Nasazení
| Stát                             | Hráč                | ATP | Nasazení |
| -------------------------------- | ------------------- | --- | -------- |
| USA                              | Taylor Fritz        | 9.  | 1.       |
| Austrálie                        | Alex de Minaur      | 18. | 2.       |
| Spojené království               | Dan Evans           | 29. | 3.       |
| Japonsko                         | Jošihito Nišioka    | 30. | 4.       |
| USA                              | Christopher Eubanks | 31. | 5.       |
| USA                              | Ben Shelton         | 39. | 6.       |
| Francie                          | Ugo Humbert         | 40. | 7.       |
| USA                              | J. J. Wolf          | 47. | 8.       |
| Žebříček ATP k 17. červenci 2023 |                     |     |          |

### Jiné formy účasti
Následující hráči obdrželi divokou kartu do hlavní soutěže:
- Andres Martin
- Gaël Monfils
- Ethan Quinn

Následující hráč nastoupil pod žebříčkovou ochranou:
- Kei Nišikori

Následující hráči obdrželi zvláštní výjimku:
- John Isner
- Alex Michelsen

Následující hráči postoupili z kvalifikace:
- James Duckworth
- Lloyd Harris
- Jason Jung
- Šang Ťün-čcheng

### Odhlášení
před zahájením turnaje
- Nuno Borges → nahradil jej  Christopher Eubanks
- Alexandr Bublik → nahradil jej  Corentin Moutet
- Marcos Giron → nahradil jej  Thanasi Kokkinakis
- Adrian Mannarino → nahradil jej  Aleksandar Vukic
- Mackenzie McDonald → nahradil jej  Dominik Koepfer

## Mužská čtyřhra

### Nasazení
| Stát                                                                        | Hráč              | Stát        | Hráč                   | ATP | Nasazení |
| --------------------------------------------------------------------------- | ----------------- | ----------- | ---------------------- | --- | -------- |
| Spojené království                                                          | Jamie Murray      | Nový Zéland | Michael Venus          | 50. | 1.       |
| Francie                                                                     | Nicolas Mahut     | Francie     | Édouard Roger-Vasselin | 54. | 2.       |
| Brazílie                                                                    | Marcelo Melo      | Austrálie   | John Peers             | 65. | 3.       |
| USA                                                                         | Nathaniel Lammons | USA         | Jackson Withrow        | 69. | 4.       |
| Žebříček ATP k 17. červenci 2023; číslo je součtem umístění obou členů páru |                   |             |                        |     |          |

### Jiné formy účasti
Následující páry obdržely divokou kartu do hlavní soutěže:
- Trent Bryde /  Ethan Quinn
- Kevin King /  Andres Martin

Následující pár nastoupil z pozice náhradníka:
- Andrew Harris /  Aleksandar Vukic

### Odhlášení
před zahájením turnaje
- Marcelo Arévalo /  Jean-Julien Rojer → nahradili je  Evan King /  Constant Lestienne
- Matthew Ebden /  John-Patrick Smith → nahradili je  Dan Evans /  John-Patrick Smith
- Lloyd Harris /  Thanasi Kokkinakis → nahradili je  Andrew Harris /  Aleksandar Vukic

## Přehled finále

### Mužská dvouhra
- Taylor Fritz vs.  Aleksandar Vukic, 7–5, 6–7(5–7), 6–4

### Mužská čtyřhra
- Nathaniel Lammons /  Jackson Withrow vs.  Max Purcell /  Jordan Thompson, 7–6(7–3), 7–6(7–4)